# Papilio hectorides
Papilio hectorides is een vlinder uit de familie van de pages (Papilionidae). De wetenschappelijke naam van de soort is voor het eerst geldig gepubliceerd in 1794 door Eugen Johann Christoph Esper.